# 本間友紀乃
本間 友紀乃（ほんま ゆきの、1998年7月4日 - ）は、日本の元子役である。
2010年引退。

## 出演

### TV
- TV公開大捜査（2004年、TBS）
- 伊東家の食卓 裏ワザ実験（2005年、日本テレビ）
- 24時間テレビ 「愛は地球を救う」 住田弁護士篇（2005年、日本テレビ）
- 24時間テレビ 「愛は地球を救う」 「君がくれた夏 ガンと闘った息子の730日」（2007年、日本テレビ）
- エジソンの母（2008年、TBS） - 平山皐月 役
- 中居正広の金曜日のスマたちへSP（2009年、TBS）
- 明日もまた生きていこう（2010年、TBS）　-　院内学級の子供役